# Leleszki
Leleszki (deutsch Lehlesken) ist ein Dorf in der polnischen Woiwodschaft Ermland-Masuren. Es gehört zur Gmina Pasym (Stadt-und-Land-Gemeinde Passenheim) im Powiat Szczycieński (Kreis Ortelsburg).

## Geographische Lage
Leleszki liegt am Südufer des Lehlesker Sees (polnisch Jezioro Leleszkie) in der südlichen Mitte der Woiwodschaft Ermland-Masuren, 13 Kilometer nordwestlich der Kreisstadt Szczytno (deutsch Ortelsburg).

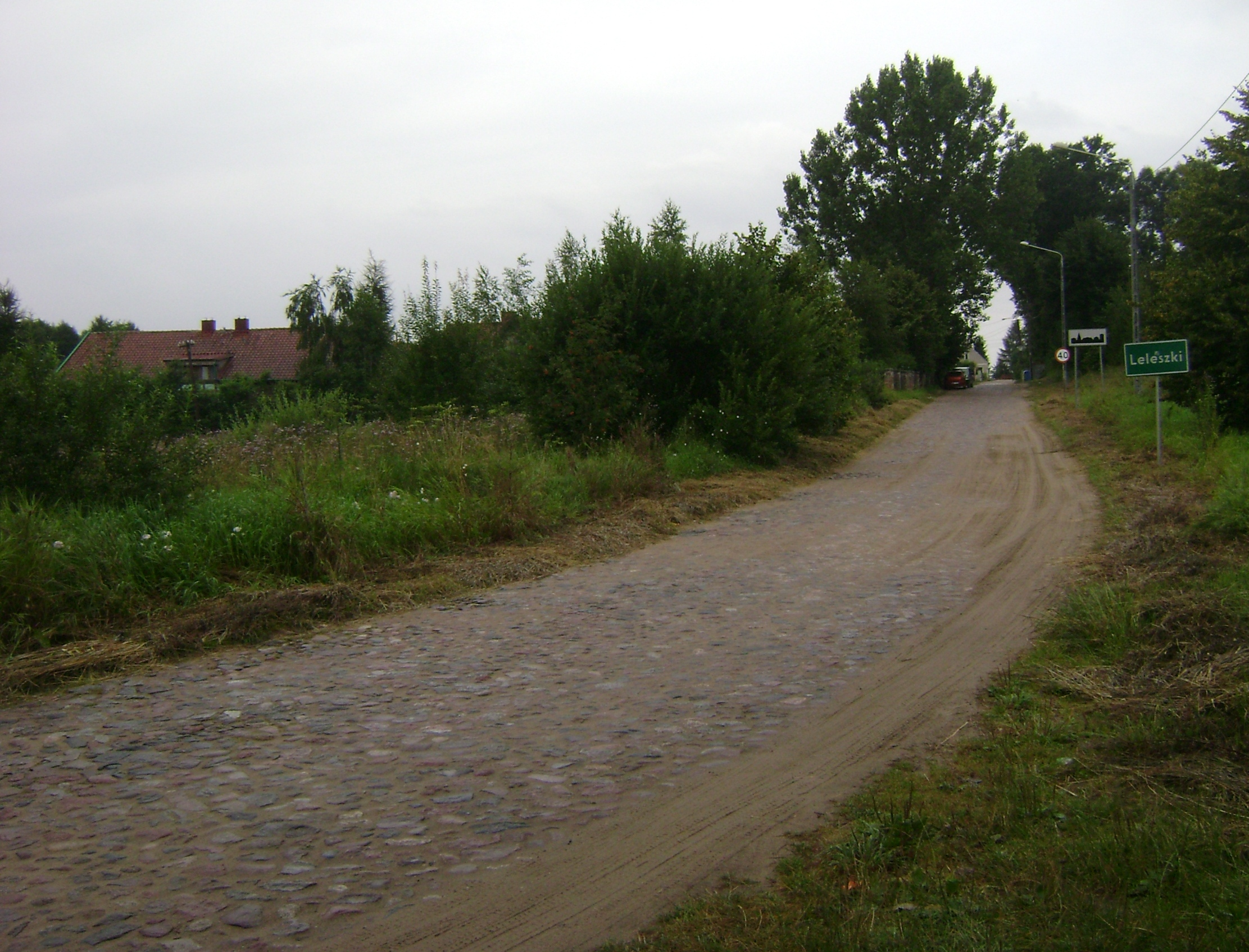
Ortseinfahrt Leleszki

|  |

## Geschichte
Das nach 1785 Lehleschken und nach 1820 Lelesken genannte Dorf wurde 1381 gegründet und zählte zu den ältesten Ordenssiedlungen im Amt Ortelsburg. Das Gründungsprivileg datiert auf den 21. März 1381. Das Gut, das Heinrich von Salza besaß, wurde am 27. Juli 1560 dem Obersten Burggraf zu Königsberg, Christoph von Kreutz, verschrieben. Die Güter in Lehlesken wechselten im 16. und 17. Jahrhundert wiederholt ihre Besitzer. Im Jahre 1653 wurde Lehlesken als „cöllmisches Dorf“ mit 14 Wirten erwähnt.
Zwischen 1874 und 1945 war Lehlesken in den Amtsbezirk Nareythen (polnisch Narajty) im ostpreußischen Kreis Ortelsburg eingegliedert. Im Jahre 1910 waren in dem Dorf 431 Einwohner gemeldet. Ihre Zahl belief sich 1933 auf 422 und 1939 auf 365.
Lehlesken kam 1945 in Kriegsfolge mit dem gesamten südlichen Ostpreußen zu Polen und erhielt die polnische Namensform „Leleszki“. Heute ist das Dorf Sitz eines Schulzenamts (polnisch Sołectwo) und als solches eine Ortschaft im Verbund der Stadt-und-Land-Gemeinde Pasym (Passenheim) im Powiat Szczycieński (Kreis Ortelsburg), bis 1998 der Woiwodschaft Olsztyn, seither der Woiwodschaft Ermland-Masuren mit Sitz in Olsztyn (Allenstein) zugehörig. Im Jahre 2011 zählte Leleszki 262 Einwohner.

## Kirche

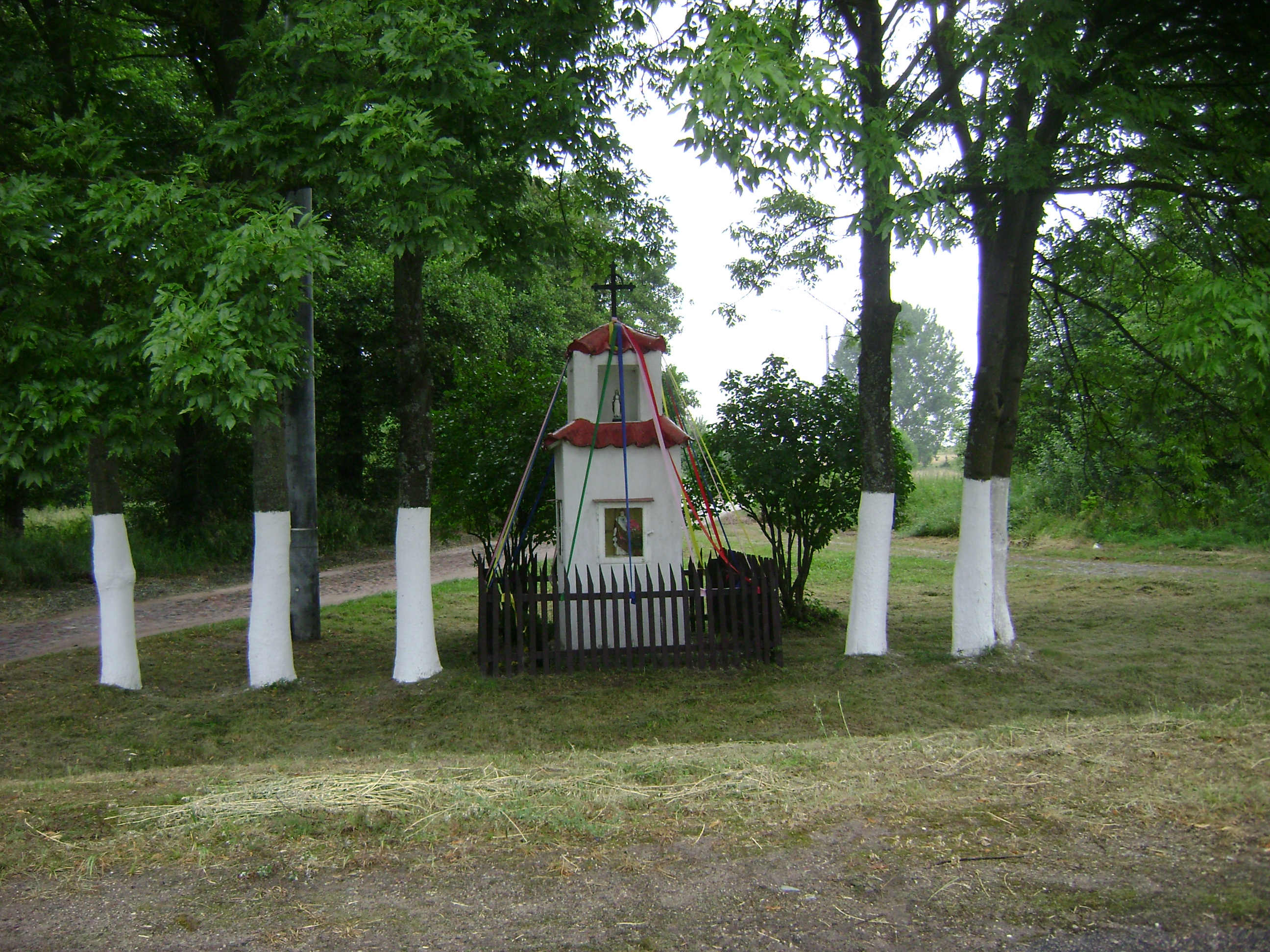
Bildstock in Leleszki

Bis 1945 war Lehlesken in die evangelische Kirche Passenheim in der Kirchenprovinz Ostpreußen der Kirche der Altpreußischen Union und außerdem in die römisch-katholische Kirche der Stadt im Bistum Ermland eingepfarrt.
Heute gehört Leleszki zur evangelischen Kirche Pasym in der Diözese Masuren der Evangelisch-Augsburgischen Kirche in Polen sowie zur katholischen Kirche in Grom (Grammen) im jetzigen Erzbistum Ermland.

## Schule
Die Dorfschule in Lehlesken ging auf eine Gründung durch König Friedrich Wilhelm I. zurück. Im Jahre 1939 wurde hier in zwei Klassen unterrichtet.

## Verkehr
Leleszki liegt einen halben Kilometer nördlich der polnischen Landesstraße 53 (frühere deutsche Reichsstraße 134) in einem Abzweig zwischen Pasym (Passenheim) und Grom (Grammen). Pasym bzw. Grom sind auch die nächsten Bahnstationen und liegen an der Bahnstrecke Olsztyn–Ełk.